# أوغينيي أونازي
أوغينيي إيدي أونازي (بالإنجليزية: Ogenyi Eddy Onazi)‏ وهو لاعب كُرة قدم نيجيري يلعب في مركز الوسط المدافع ولد في يوم 25 ديسمبر 1992 في مدينة يوس في نيجيريا و وسبق له اللعب مع نادي ماي بيبل وكانيمي ويريورز ونادي لاتسيو ونادي العدالة السعودي ولعب مع منتخب نيجيريا لكرة القدم وكان ضمن التشكيلة في كأس العالم لكرة القدم 2014 ويبلغ طوله 173 سم.

## روابط خارجية
- أوغينيي أونازي على موقع الاتحاد الدولي (مؤرشف)  (الإنجليزية)
- أوغينيي أونازي على موقع الاتحاد الأوربي (الإنجليزية)
- أوغينيي أونازي على موقع اتحاد تركيا (لاعب) (الإنجليزية)
- أوغينيي أونازي على موقع قاعدة بيانات كرة القدم.إي يو (الإنجليزية)
- أوغينيي أونازي على موقع ناشيونال فوتبول تيمز (الإنجليزية)
- أوغينيي أونازي على موقع Soccerway.com (الإنجليزية)
- أوغينيي أونازي على موقع عالم كرة القدم.نت (الإنجليزية)
- أوغينيي أونازي على موقع AS.com (الإسبانية)

أوغينيي أونازي  على سكروي